# Megalastrum sparsipilosum
Megalastrum sparsipilosum är en träjonväxtart som beskrevs av Robbin C. Moran och J.Prado. Megalastrum sparsipilosum ingår i släktet Megalastrum och familjen Dryopteridaceae. Inga underarter finns listade.